# Nacheile
Nacheile ist die Durchsetzung hoheitlichen Rechts bzw. hoheitlicher Aufgaben durch Verfolgung eines Flüchtenden über die Grenze des Gebietes hinaus, in dem dem verfolgenden Staat diese Rechte zustehen. Sie findet üblicherweise durch Polizeiorgane statt. Von Bedeutung ist traditionell die Nacheile zur See, die heute auch mit Luftfahrzeugen erfolgen kann, sowie die Nacheile zu Lande innerhalb von Bundesstaaten durch die Einzelstaaten. Mit dem Inkrafttreten des Schengener Übereinkommens ab 1995 ist die Nacheile zu Lande mittlerweile außerdem für fast das gesamte den Europäischen Wirtschaftsraum und die Schweiz umfassende Gebiet Europas möglich. Die Nacheile zur Luft wird dagegen allgemein abgelehnt.

## Landweg
Die Nacheile zu Lande, die immer unmittelbar die Souveränitätsrechte eines anderen Staates auf seinem Territorium berührt, beruht ausschließlich auf Völkervertragsrecht sowie auf Verwaltungsrecht der Bundesstaaten. So finden sich für die Nacheile durch die Exekutiven der Bundesländer innerhalb Deutschlands Verfahrensregelungen u. a. im § 167 Gerichtsverfassungsgesetz (Verfolgung von Flüchtigen über Landesgrenzen) sowie in diversen Länderabkommen, wie u. a. dem Prümer Vertrag. Bei der Nacheile zu Lande besteht nach dem Festhalten oder der Festnahme des Flüchtigen in aller Regel die Verpflichtung zu seiner Übergabe an die örtlichen Behörden.
Im Heiligen Römischen Reich entstanden vertragliche Vereinbarungen zur Nacheile in größerem Umfang zuerst im 15. Jahrhundert, reichsrechtlich geregelt wurde die Nacheile in den Reichsabschieden von 1555 und 1559.

## Seeweg
Die Nacheile zur See bei Rechtsverstößen im Küstenmeer erreichte ausgehend von Regelungen zur Schmuggelbekämpfung am Ende des 19. Jahrhunderts völkergewohnheitsrechtliche Anerkennung und wurde 1958 im Übereinkommen über die Hohe See sowie zuletzt 1982 im Seerechtsübereinkommen der Vereinten Nationen festgehalten und fortgebildet. Die Nacheile ist seither auch bei Rechtsverstößen im Gebiet der Anschlusszone, der ausschließlichen Wirtschaftszone oder des Festlandsockels möglich. Das Nacheilerecht endet an der Außengrenze des Küstenmeeres eines anderen Staates, erstreckt sich also im Gegensatz zum Nacheilerecht zu Lande nicht in das Hoheitsgebiet eines anderen Staates.

## Schengener Abkommen
Auf der Grundlage von Artikel 18 c) des Schengener Übereinkommens von 1985 erlaubt es Artikel 41 des Schengener Durchführungsübereinkommens von 1990, die Verfolgung von Verdächtigen auf dem Staatsgebiet eines anderen Schengen-Landes fortzusetzen, ohne zuvor die Zustimmung dieses Landes einzuholen.
Angesichts des Wegfalls der Grenzkontrollen zwischen den Unterzeichnerstaaten des Schengener Abkommens wurde zur wirksamen Verbrechensbekämpfung die Nacheile eingeführt. Dabei haben jedoch die nacheilenden Beamten eines fremden Nationalstaats am Zugriffsort lediglich eingeschränkte Befugnisse. Zunächst muss es sich um eine polizeiliche Maßnahme auf dem Gebiet der Strafverfolgung oder Strafvollstreckung handeln, die von Vollzugsbeamten der Polizei oder des Zolls durchgeführt wird, wobei die örtliche Polizei nicht zeitgerecht verständigt werden kann oder nicht rechtzeitig zur Stelle ist, um die Verfolgung zu übernehmen. Die ausländischen Beamten können die Person nur festhalten. Eine Festnahme ist den örtlichen Polizeikräften vorbehalten. Sie dürfen nur räumlich oder zeitlich begrenzt bezüglich der Staatsgrenze bzw. des Übertrittszeitpunkt agieren, Privatgrundstücke dürfen dabei nicht betreten werden. Dabei müssen sie selbst z. B. durch Uniformen als Vollzugsbeamte oder ihre Fahrzeuge als Polizeifahrzeuge erkennbar sein und von der Dienstwaffe darf nur in Notwehr Gebrauch gemacht werden.
Die Nacheilemöglichkeiten beschränken sich nicht nur auf Polizeiorgane. Auch Zollbehörden können diese Möglichkeiten in Anspruch nehmen.